# 托尔曼托斯
托尔曼托斯，是西班牙拉里奥哈自治区的一个市镇。总面积11平方公里，总人口200人（2001年），人口密度18人/平方公里。